# Aharon ben Moshe ben Asher
Pour les articles homonymes, voir Aaron.
Aharon ben Asher (hébreu : אהרון בן משה בן אשר Aharon ben Moshe ben Asher, arabe : Abū Saʿīd Hārūn) est un scribe juif. Membre d’une éminente famille de massorètes tibériens, il est l'auteur du codex d'Alep, considéré comme la copie la plus fiable du texte de la Bible hébraïque, ainsi que de nombreux ouvrages fixant le système de vocalisation et de cantillation de l'hébreu biblique. Les marques de vocalisation, qui sont écrites sous, sur, et dans la lettre, sont toujours d'usage en hébreu moderne.

## Éléments biographiques
Aaron ben Moshe descend d'une lignée de massorètes établis à Tibériade depuis cinq ou six générations. Son père, Moshe ben Asher, serait l'auteur du Codex Cairensis (rédigé vers 895 de l'ère commune). Le fondateur de la lignée, « Asher Hazaqen Hagadol » (le grand ancêtre Asher) aurait vécu dans la seconde moitié du VIIIe siècle, et aurait été contemporain d'Anan ben David, traditionnellement considéré comme le fondateur du karaïsme, un mouvement juif ne s'appuyant que sur la Bible hébraïque, adversaire du judaïsme rabbinique traditionnel et de son Talmud.
La date de son décès n'est pas connue avec certitude, mais dans une lettre datée de 989, il est dit qu'il « repose dans le jardin d'Éden. »

## Œuvre

### Dikdouke HaTe'amim
L'une des contributions les plus durables de Ben Asher est son Sefer Dikdouke HaTe'amim (Livre des Règles Précises sur les Accents), également appelé Ma'hberet Ben Asher, recueil de règles grammaticales et de savoir massorétique sur les marques de cantillation (taamei hamiqra). Rédigé en hébreu, il est composé de deux parties, grammaticale et massorétique, dont la première est écrite en prose rimée. Elle traite principalement de phonologie, de la façon correcte de noter le shva, de morphologie et établit une distinction entre lettres de base et lettres fonctionnelles.
Le Dikdouke HaTe'amim peut être considéré comme le summum en matière de littérature massorétique et montre, notamment dans sa théorie des formes, l'influence de la grammaire arabe. Cependant, le traité ne peut pas encore être considéré comme véritablement grammatical, son objet n'étant pas l'étude du langage mais la préservation d'une tradition d'écriture et de prononciation.
Le livre a été imprimé pour la première fois en deux parties, un Traité des accents (1517) et une Grammaire (1615). Il a ensuite été publié, sous le titre Diḳdouḳe ha-Ṭe'amim par S. Baer & H. L. Strack (Leipzig, 1879).
Une édition critique a été préparée par Aron Dotan (Diqduqei Hateamim of Aharon ben Mose ben Aser, Jérusalem, 1967).

### Le codex d'Alep
D'après les indications consignées dans les dernières pages du codex d'Alep, la copie du texte aurait été réalisée en terre d'Israël aux alentours de 920 par un scribe du nom de Shlomo ben Bouya'a, avant d'être vérifiée, vocalisée, accentuée et dotée de notes massorétiques par Ben Asher.
Le soin apporté par Ben Asher à ses travaux devient rapidement une garantie. En 989, le scribe anonyme d'un manuscrit des Prophètes promeut son livre en assurant l'avoir vocalisé et ajouté les notes massorétiques « d'après les livres qui ont été [vocalisés] par Aaron ben Moshe Ben Asher. »
De même, Moïse Maïmonide écrit, en faisant référence à un manuscrit des vingt-quatre Livres de la Bible, en provenance de la terre d'Israël et se trouvant à l'époque en Égypte (ce qui correspond fortement à la description du codex d'Alep) : « Tous se fiaient dessus, étant donné qu'il a été corrigé par Ben Asher, et qu'il a été travaillé et analysé par lui de nombreuses années, et a été révisé plusieurs fois selon la Massora ; je me suis moi-même fondé sur ce manuscrit dans le Sefer Torah que j'ai écrit. » De plus, la confiance accordée par une autorité aussi importante que Moïse Maïmonide à ce livre, (même s'il ne s'y réfère que par rapport à la division du texte en sections ouvertes et fermées, et non au texte lui-même) lui confèrent un sceau d'autorité suprême.
Le texte massorétique établi par Aharon ben Asher est considéré comme le correctif par excellence de toute édition de la Bible hébraïque depuis. Toutefois, les Bibles juives suivent en certains endroits la tradition concurrente de Moshe ben Naphtali.

### Autres
D'autres traités massorétiques sont attribués à Ben Asher, dont une liste de 80 paires d'homophones bibliques, les règles sur les lettres qui sont parfois utilisées comme auxiliaires (א, ה, ו et י) et qui peuvent adoucir la prononciation d'une consonne du groupe BeGa"D KeFa"T qui les suit (passage d'une prononciation occlusive à une prononciation fricative).

## Ben Asher était-il karaïte ou rabbanite?
Une controverse savante existe quant à savoir si le massorète Aharon ben Asher, dont l'œuvre est respectée tant par les Juifs rabbanites que par les Karaïtes, était un Karaïte lui-même. La question est soulevée pour la première fois au XIXe siècle, lorsque Simhah Pinsker formule l'hypothèse que la cible de l’un des traités polémiques de Saadia Gaon sur la prononciation correcte de termes hébraïques (Ala Essa Mishali - Kitab al Radd ala Ben Asher), serait Aaron ben Asher. Comme les Massorètes et Karaïtes partagent un même intérêt pour la Bible hébraïque, le rapprochement ne paraît pas tellement hasardeux. Toutefois, bien que Saadia Gaon soit particulièrement connu pour ses polémiques avec les Karaïtes, il a également critiqué d’autres adversaires, et il serait douteux de faire de Ben Asher un Karaïte sur la base de ce seul argument,. Cependant, le colophon du codex d'Alep pourrait constituer une preuve supplémentaire en faveur de la karaïté de Ben Asher car hormis le titre de Rav, les épithètes de louange sont généralement employés par les Karaïtes, et le livre lui-même est appelé « trésor (segoula, d’après Exode 19:5) de la communauté karaïte de Jérusalem ». 
Caspar Levias juge l'hypothèse « intenable, » sans autre précision. Aron Dotan, dont les travaux sur le Dikdouke HaTeamim et sur le codex de Léningrad ont amené à « côtoyer » fréquemment leur autorité, publie Ben Asher's Creed. A Study of the History of the Controversy (Missoula, Mont., 1977) où il produit des preuves en vue d'arriver à la même conclusion. De leur côté, les partisans de l'hypothèse estiment que l'information contenue dans les documents de la Guéniza du Caire appuie leurs dires. Le débat n'est pas résolu à ce jour.